# Копылов, Николай Карпович
Николай Карпович Копылов (15.04.1912, Винницкая область — 1963) — наводчик орудия 275-го гвардейского истребительно-противотанкового полка, 4-я гвардейская Речицко-Радомская истребительно-противотанковая артиллерийская бригада, 69-я армия, 1-й Белорусский фронт, гвардии старший сержант — на момент представления к награждению орденом Славы 1-й степени.

## Биография
Родился 15 апреля 1912 года в селе Рогим Улановского района Винницкой области Украины. Украинец. В детстве с родителями переехал в Омскую область, в деревню Гостиловка Полтавского района. Здесь Николай закончил 7 классов, курсы трактористов. В 1934—1936 годах проходил службу в Красной Армии. Вернувшись домой, работал трактористом в совхозе.
В сентябре 1941 года был вновь призван в армию. В боях Великой Отечественной войны с января 1942 года. Воевал наводчиком 76-мм орудия 275-го гвардейского истребительно-противотанкового полка. Участвовал в сражении на Курской дуге, за мужество в бою в районе станции Поныри награждён медалью «За отвагу».
Отличился в ходе Люблин-Брестской наступательной операции, получив за 13 дней три правительственные награды. С 18 июля по 2 августа 1944 года 4-я гвардейская истребительно-противотанковая артиллерийская бригада составе 69-й армии, 1-й Белорусский фронт, прорвала оборону противника в районе западнее города Ковель форсировала реку Западный Буг и вышла на территорию Польши.
18 июля 1944 года при прорыве укрепленной полосы обороны противника в районе населенного пункта Торговище-Дольск гвардии сержант Копылов из орудия уничтожил 2 пулеметные точки, свыше отделения пехоты.
Приказом от 30 июля 1944 года гвардии сержант Копылов Николай Карпович награждён орденом Славы 3-й степени.
Вскоре в бою за железнодорожную станцию Травники расчет, в котором был Копылов, уничтожил 5 танков два пулемета и до 20 солдат и офицеров противника. Приказом командующего артиллерией фронта наводчик был награждён орденом Отечественной войны 1-й степени.
1 августа 1944 года на подступах к городу Пулавы гвардии сержант Копылов вывел из строя 2 пулемета, свыше 10 солдат и офицеров противника, подавил огонь минометной батареи.
Приказом командующего 1-м Белорусским фронтом от 21 сентября 1944 года гвардии старший сержант Копылов Николай Карпович награждён орденом Славы 2-й степени.
В марте 1945 года при форсировании реки Одер расчет Копылова поддерживал огнём переправу стрелковых подразделений. 22 марта 1945 года при расширении плацдарма северо-западнее города Кюстрин гвардии сержант Копылов прямой наводкой поразил 4 пулемета, подавил огонь минометной батареи, уничтожил около 20 солдат противника.
Указом Президиума Верховного Совета СССР от 31 мая 1945 года за исключительное мужество, отвагу и бесстрашие в боях с вражескими захватчиками гвардии сержант Копылов Николай Карпович награждён орденом Славы 1-й степени. Стал полным кавалером ордена Славы.
В 1945 году был демобилизован. Вернулся домой. Из-за фронтовых ранений и контузии не смог сесть за рычаги трактора. Работал учётчиком в совхозе «Еремеевский» Полтавского района Омской области. Жил в деревне Гостиловка. Умер в 1963 году.
Только через несколько лет после смерти родные узнали о высокой награде фронтовика — ордене Славы 1-й степени, которую он не успел получить на фронте.

## Награды
Награждён орденом Отечественной войны 1-й степени, Красной Звезды, Славы 3-х степеней, медалями, в том числе «За отвагу».